# Nekrolog September 2019
Nekrolog
◄◄
| ◄
| 2015
| 2016
| 2017
| 2018
| 2019 | 2020 | 2021 | 2022 | 2023 | ►
Januar |
Februar |
März |
April |
Mai |
Juni |
Juli |
August |
September |
Oktober |
November |
Dezember 2019
Weitere Ereignisse | Allgemeiner Nekrolog 2019
Die Beschreibung der verstorbenen Person sollte so kurz wie möglich gehalten sein und nur deren signifikante Tätigkeit(en) enthalten.
Neue Namen ggf. auch unter dem Geburts- und Sterbedatum, also etwa unter 1. Januar und im Geburts- und Sterbejahr (2024) eintragen (nur bei entsprechender großer Wichtigkeit). Für Beispiele siehe die schon vorhandenen Artikel.
Außerdem über die fünf zuletzt Verstorbenen, zu denen es einen ausreichend guten Artikel für eine Präsentation auf der Hauptseite gibt, nach der todesbedingten Überarbeitung der Artikel ggf. auch unter Wikipedia Diskussion:Hauptseite informieren und sie am besten auch in den anderen Wikipedia-Sprachversionen eintragen. Tipp: Regelmäßig bei news.google.de nach „ist tot“, „gestorben“ oder „verstorben“ suchen.
Wenn eine Person gestorben ist, gibt es viele Seiten zu dieser Person in der Wikipedia, die davon auch betroffen sind und entsprechend aktualisiert werden müssen. Beispiele: Namenübersichtsseite, Geburtsjahr, Geburtsort-Seiten und viele mehr.
Wie finde ich die betroffenen Seiten?
Im Suchfeld auf der linken Seite gibt man den Suchbegriff so ein: „Vorname Nachname“. Dann klickt man auf Volltext und alle Seiten mit entsprechendem Suchtext werden aufgerufen. Hier sieht man dann schnell, wo auch das Todesjahr Sinn macht oder sogar ein Teil des Artikels angepasst werden muss. Auch hilft das „Werkzeug“ auf der linken Seite sehr gut, um solche Seiten aufzufinden: „Links auf diese Seite“. Somit ist die Wikipedia wieder aktuell in allen Bereichen! Hinweis: bei Eintragung der Kategorie „Gestorben JAHR“ wird der Missbrauchsfilter 49 ausgelöst, was jedoch nicht schlimm ist. Siehe: Spezial:Missbrauchsfilter/49
Dies ist eine Liste von im September 2019 verstorbenen bekannten Persönlichkeiten. Die Einträge erfolgen innerhalb der einzelnen Daten alphabetisch sortiert. Tiere sind im Nekrolog für Tiere zu finden.

## September
Bearbeitungshinweis: Neue Todesfälle bitte nach Tagen geordnet eintragen. Die Todesfälle desselben Tages bitte in alphabetischer Reihenfolge absteigend einfügen.
| Tag           | Name                                    | Beruf, bekannt als                                                                                  | Alter | Beleg |
| ------------- | --------------------------------------- | --------------------------------------------------------------------------------------------------- | ----- | ----- |
| 30. September | Gilbert Albert                          | Schweizer Juwelier                                                                                  | 89    |       |
| 30. September | Victoria Braithwaite                    | britische Biologin                                                                                  | 52    |       |
| 30. September | Marshall Efron                          | US-amerikanischer Schauspieler und Humorist                                                         | 81    |       |
| 30. September | Shinya Inoué                            | japanisch-US-amerikanischer Zellbiologe und Mikroskopeur                                            | 98    |       |
| 30. September | Viju Khote                              | indischer Schauspieler                                                                              | 77    |       |
| 30. September | Gianni Lenoci                           | italienischer Pianist                                                                               | 56    |       |
| 30. September | Enrico Masseroni                        | italienischer Erzbischof                                                                            | 80    |       |
| 30. September | Richard Mattessich                      | österreichisch-kanadischer Wirtschaftswissenschaftler                                               | 97    |       |
| 30. September | Kornel Morawiecki                       | polnischer Politiker                                                                                | 78    |       |
| 30. September | Ursula Müller                           | deutsche Journalistin                                                                               | 93    |       |
| 30. September | Jessye Norman                           | US-amerikanische Sängerin                                                                           | 74    |       |
| 30. September | Christoph Oeding                        | deutscher Jazzmusiker                                                                               | 60    |       |
| 30. September | Ronnie Peterson                         | deutsch-US-amerikanisch-israelischer Bluesmusiker                                                   | 62    |       |
| 30. September | Ben Pon junior                          | niederländischer Geschäftsmann, Automobilrennfahrer und Sportschütze                                | 82    |       |
| 30. September | Manfred Rotter                          | österreichischer Rechtswissenschaftler                                                              | 80    |       |
| 30. September | Michael Schoenholtz                     | deutscher Bildhauer                                                                                 | 82    |       |
| 29. September | Beatriz Aguirre                         | mexikanische Schauspielerin                                                                         | 94    |       |
| 29. September | Erich Biendl                            | deutscher Turntrainer                                                                               | 88    |       |
| 29. September | Busbee                                  | US-amerikanischer Songwriter und Musikproduzent                                                     | 43    |       |
| 29. September | Rudi Daum                               | deutscher Politiker                                                                                 | 94    |       |
| 29. September | Wilhelm Düerkop                         | deutscher Kunstflieger                                                                              | 91    | [ 1 ] |
| 29. September | Fritz Eggimann                          | Schweizer Elektroingenieur                                                                          | 83    |       |
| 29. September | Patricia Elsener                        | US-amerikanische Wasserspringerin                                                                   | 89    |       |
| 29. September | Günter Jansen                           | deutscher Fußballspieler und -trainer                                                               | 87    |       |
| 29. September | Heinz Keller                            | Schweizer Künstler                                                                                  | 90    |       |
| 29. September | Paavo Korhonen                          | finnischer Nordisch Kombinierer                                                                     | 91    |       |
| 29. September | Ilkka Laitinen                          | finnischer Grenzschutzoffizier                                                                      | 57    |       |
| 29. September | Hubert Makel                            | deutscher Fußballspieler                                                                            | 74    |       |
| 29. September | Bernard Matt                            | deutscher Unternehmer                                                                               | 86    |       |
| 29. September | Kazimieras Musteikis                    | litauischer Sprachwissenschaftler, Slawist und Hochschullehrer                                      | 91    |       |
| 29. September | Wilfried Schilli                        | deutscher Kieferchirurg                                                                             | 91    |       |
| 29. September | Rudolf Stephan                          | deutscher Musikwissenschaftler                                                                      | 94    |       |
| 29. September | Thomas P. Stossel                       | US-amerikanischer Mediziner                                                                         | 78    |       |
| 29. September | Larry Willis                            | US-amerikanischer Jazzpianist                                                                       | 76    |       |
| 28. September | Rudolf Bast                             | deutscher Fußballspieler                                                                            | 82    |       |
| 28. September | Gert Otto Becker                        | deutscher Industriemanager                                                                          | 86    |       |
| 28. September | Erich Brüggemann                        | deutscher Künstler                                                                                  | 91    |       |
| 28. September | Johannes Büttner                        | deutscher Mediziner, Biochemiker und Wissenschaftshistoriker                                        | 88    |       |
| 28. September | Franco Cuter                            | brasilianischer Bischof                                                                             | 79    |       |
| 28. September | Walter Gerbracht                        | deutscher Fotograf und Politiker                                                                    | 77    |       |
| 28. September | José José                               | mexikanischer Sänger                                                                                | 71    |       |
| 28. September | Hardwin Jungclaussen                    | deutscher Physiker und Ingenieurwissenschaftler                                                     | 95    |       |
| 28. September | Goetz Kronburger                        | deutscher Rundfunkjournalist                                                                        | 86    |       |
| 28. September | Ismail Petra                            | malaysischer Sultan                                                                                 | 69    |       |
| 28. September | Mark Sacharow                           | sowjetischer bzw. russischer Theater- und Filmregisseur                                             | 85    |       |
| 28. September | Thomas Schilp                           | deutscher Historiker und Archivar                                                                   | 65    |       |
| 28. September | Gérard Tremblay                         | kanadischer Bischof                                                                                 | 100   |       |
| 28. September | Witali Woloschinow                      | russischer Physiker                                                                                 | 72    |       |
| 27. September | Dante Bernini                           | italienischer Bischof                                                                               | 97    |       |
| 27. September | Jean Daprai                             | italienischer Maler                                                                                 | 90    |       |
| 27. September | William J. Edwards                      | US-amerikanischer Politiker                                                                         | 91    |       |
| 27. September | Rob Garrison                            | US-amerikanischer Schauspieler                                                                      | 59    |       |
| 27. September | Gerhard Hirschmann                      | österreichischer Politiker                                                                          | 68    |       |
| 27. September | John Francis Kinney                     | US-amerikanischer Bischof                                                                           | 82    |       |
| 27. September | Anna Lang                               | deutsche Weberin und Schauspielerin                                                                 | 108   |       |
| 27. September | Anthony Laughton                        | britischer Ozeanograph                                                                              | 92    |       |
| 27. September | Herbert Martin                          | US-amerikanischer Songwriter                                                                        | ≈93   |       |
| 27. September | Ingeborg Philipp                        | deutsche Politikerin                                                                                | 94    |       |
| 27. September | Juan Rodríguez                          | uruguayischer Ruderer                                                                               | 91    |       |
| 27. September | Jan Schmidt                             | tschechischer Regisseur                                                                             | 85    |       |
| 27. September | John Joseph Snyder                      | US-amerikanischer Bischof                                                                           | 93    |       |
| 27. September | Jimmy Spicer                            | US-amerikanischer Rapper                                                                            | 61    |       |
| 27. September | Joseph C. Wilson                        | US-amerikanischer Diplomat                                                                          | 69    |       |
| 26. September | Otto Abt                                | deutscher Autor                                                                                     | 88    |       |
| 26. September | Astrid Brandt                           | deutsche Künstlerin                                                                                 | 55    |       |
| 26. September | Myron Bloom                             | US-amerikanischer Hornist                                                                           | 93    |       |
| 26. September | Giovanni Bramucci                       | italienischer Radrennfahrer                                                                         | 72    |       |
| 26. September | Jacques Chirac                          | französischer Politiker                                                                             | 86    |       |
| 26. September | Francisco Casanova                      | dominikanischer Opernsänger                                                                         | 61    |       |
| 26. September | William Joseph Levada                   | US-amerikanischer Kardinal                                                                          | 83    |       |
| 26. September | Hangsheng Lin                           | chinesischer Pedologe und Hydrologe                                                                 | 54    |       |
| 26. September | Gennadi Manakow                         | sowjetischer bzw. russischer Kosmonaut                                                              | 69    |       |
| 26. September | Malwine Moeller                         | deutsche Opernsängerin und Schauspielerin                                                           | 95    |       |
| 26. September | Reinhard G. Pauly                       | deutsch-US-amerikanischer Musikwissenschaftler und Geiger                                           | 99    |       |
| 26. September | Omar Reina                              | argentinischer bildender Künstler                                                                   | 69    |       |
| 26. September | Hanns H. F. Schmidt                     | deutscher Schriftsteller                                                                            | 82    |       |
| 26. September | Karl Heinz Türk                         | deutscher Buchautor und Heimatforscher                                                              | 93    |       |
| 26. September | Martin Wesley-Smith                     | australischer Komponist                                                                             | 74    |       |
| 25. September | Rıza Altun                              | kurdischer Widerstandskämpfer                                                                       | ≈65   |       |
| 25. September | Jutta-Regina Ammer                      | deutsche Fotografin und Malerin                                                                     | 88    |       |
| 25. September | Paul Badura-Skoda                       | österreichischer Pianist, Klavierpädagoge, Musikschriftsteller und Herausgeber                      | 91    |       |
| 25. September | Albert G. Burkhardt                     | deutscher Drucktechniker und Hochschullehrer                                                        | 85    |       |
| 25. September | Heliodoro Castaño Pedrosa               | spanischer Fußballspieler                                                                           | 86    |       |
| 25. September | Michael D. Coe                          | US-amerikanischer Anthropologe und Archäologe                                                       | 90    |       |
| 25. September | Katy Collins                            | US-amerikanische Kampfsportlerin                                                                    | 32    |       |
| 25. September | Jesper Hoffmeyer                        | dänischer Biochemiker und Semiotiker                                                                | 77    |       |
| 25. September | Rolf Knütel                             | deutscher Jurist                                                                                    | 79    |       |
| 25. September | Ljubomir Lewtschew                      | bulgarischer Politiker, Schriftsteller und Journalist                                               | 84    |       |
| 25. September | Frank W. Marlowe                        | US-amerikanischer Anthropologe                                                                      | 65    |       |
| 25. September | John McAdorey                           | irischer Leichtathlet                                                                               | 45    |       |
| 25. September | Donald Nicholls                         | britischer Jurist und Politiker                                                                     | 86    |       |
| 25. September | Hitoshi Nozaki                          | japanischer Chemiker                                                                                | ≈97   |       |
| 25. September | Rodrigo Obregón                         | kolumbianischer Schauspieler                                                                        | 67    |       |
| 25. September | Siegfried J. Pöppl                      | deutscher Medizininformatiker                                                                       | 76    |       |
| 25. September | Linda Porter                            | US-amerikanische Schauspielerin                                                                     | 86    |       |
| 25. September | Fred Radig                              | deutscher Handballspieler                                                                           | 54    |       |
| 25. September | Udo Sautter                             | deutscher Historiker                                                                                | 85    |       |
| 25. September | Arne Weise                              | schwedischer Journalist und Fernsehmoderator                                                        | 89    |       |
| 25. September | Richard Wyands                          | US-amerikanischer Jazzpianist                                                                       | 91    |       |
| 24. September | Walburga Fricke                         | deutsche Politikerin                                                                                | 83    |       |
| 24. September | Rigoberto García Fernández              | kubanischer Militär und Politiker                                                                   | 88    |       |
| 24. September | Mordicai Gerstein                       | US-amerikanischer Kinderbuchillustrator                                                             | 83    |       |
| 24. September | Alexander Groß                          | deutscher Pädagoge                                                                                  | 88    |       |
| 24. September | Andreas Holschneider                    | deutscher Musikhistoriker                                                                           | 88    |       |
| 24. September | Wolfgang Krolow                         | deutscher Fotograf                                                                                  | 69    |       |
| 24. September | Jimmy Nelson                            | US-amerikanischer Bauchredner                                                                       | 90    |       |
| 24. September | James Spilker                           | US-amerikanischer Ingenieur                                                                         | 86    |       |
| 24. September | Ian D. Whyte                            | britischer Geograph und Historiker                                                                  | 71    |       |
| 24. September | Ricky Wilde                             | britischer Langstreckenläufer                                                                       | 73    |       |
| 24. September | Herwig Zens                             | österreichischer Maler und Kunstpädagoge                                                            | 76    |       |
| 24. September | Roger H. Zion                           | US-amerikanischer Politiker                                                                         | 98    |       |
| 23. September | Al Alvarez                              | britischer Lyriker, Schriftsteller und Literaturkritiker                                            | 90    |       |
| 23. September | Bernd Baumann                           | deutscher Mathematiker                                                                              | 74    |       |
| 23. September | Richard Brunelle                        | US-amerikanischer Gitarrist                                                                         | 55    |       |
| 23. September | Huguette Caland                         | libanesische Künstlerin und Modedesignerin                                                          | 88    |       |
| 23. September | James John DeSalvo                      | US-amerikanischer Musikproduzent und Komponist                                                      | 53    |       |
| 23. September | Andre Emmett                            | US-amerikanischer Basketballspieler                                                                 | 37    |       |
| 23. September | Elaine Feinstein                        | britische Schriftstellerin                                                                          | 88    |       |
| 23. September | Daniel Frasnay                          | französischer Fotograf                                                                              | 91    |       |
| 23. September | Jean-Claude Gautrand                    | französischer Fotograf                                                                              | 86    |       |
| 23. September | Robert Hunter                           | US-amerikanischer Lyriker, Poet und Singer-Songwriter                                               | 78    |       |
| 23. September | Bob Kaye                                | US-amerikanischer Jazzmusiker                                                                       | 74    |       |
| 23. September | Hans-Ulrich Lüdemann                    | deutscher Schriftsteller                                                                            | 75    |       |
| 23. September | Joan Petersilia                         | US-amerikanische Kriminologin                                                                       | 68    |       |
| 23. September | Peter-Hugo Scholz                       | deutscher Journalist, Autor und Bergsteiger                                                         | 65    |       |
| 23. September | Arifin Siregar                          | indonesischer Politiker und Diplomat                                                                | 85    |       |
| 23. September | Dieter Weidemann                        | deutscher Manager und Verbandsfunktionär                                                            | 80    |       |
| 23. September | Joseph Peter Wilson                     | US-amerikanischer Bobfahrer, Skilangläufer und Sportfunktionär                                      | 84    |       |
| 23. September | Curt Wittlin                            | Schweizer Romanist und Philologe                                                                    | 78    |       |
| 22. September | Vytautas Briedis                        | sowjetischer Ruderer                                                                                | 79    |       |
| 22. September | Peter Deuflhard                         | deutscher Mathematiker                                                                              | 75    |       |
| 22. September | João de Deus                            | portugiesisch-osttimoresischer Geistlicher                                                          | 91    |       |
| 22. September | Martin Döscher                          | deutscher Politiker                                                                                 | 84    |       |
| 22. September | Horst Drescher                          | deutscher Schriftsteller                                                                            | 90    |       |
| 22. September | Harry J. Flynn                          | US-amerikanischer Erzbischof                                                                        | 86    |       |
| 22. September | George Fortune                          | US-amerikanischer Opernsänger                                                                       | 87    |       |
| 22. September | Horst Freitag                           | deutscher Fußballspieler                                                                            | 88    |       |
| 22. September | Iwan Kisimow                            | russischer Dressurreiter                                                                            | 91    |       |
| 22. September | Miguel Patiño Velázquez                 | mexikanischer Bischof                                                                               | 80    |       |
| 22. September | Frank Peard                             | irischer Badmintonspieler                                                                           | 99    |       |
| 22. September | Sándor Sára                             | ungarischer Filmschaffender und Medienmanager                                                       | 85    |       |
| 22. September | Rut Speer                               | deutsche Journalistin                                                                               | 83    |       |
| 22. September | Hiltrud von Spiegel                     | deutsche Sozialpädagogin                                                                            | 68    |       |
| 22. September | Julian Wutschkow                        | bulgarischer Autor und Fernsehmoderator                                                             | 83    |       |
| 21. September | Gerhard Auer                            | deutscher Ruderer                                                                                   | 76    |       |
| 21. September | Napoleon Chagnon                        | US-amerikanischer Anthropologe                                                                      | 81    |       |
| 21. September | Aron Eisenberg                          | US-amerikanischer Schauspieler                                                                      | 50    |       |
| 21. September | Sid Haig                                | US-amerikanischer Schauspieler                                                                      | 80    |       |
| 21. September | Anne Haila                              | finnische Stadtforscherin                                                                           | 65    |       |
| 21. September | Leigh Harris                            | US-amerikanische Sängerin                                                                           | 65    |       |
| 21. September | Sigmund Jähn                            | deutscher Kosmonaut                                                                                 | 82    |       |
| 21. September | Karl Kießwetter                         | deutscher Mathematikdidaktiker                                                                      | 89    |       |
| 21. September | Dieter Knall                            | österreichischer Bischof                                                                            | 89    |       |
| 21. September | Anda Kûitse                             | grönländischer Trommeltänzer                                                                        | 68    |       |
| 21. September | Günter Kunert                           | deutscher Schriftsteller                                                                            | 90    |       |
| 21. September | J. Michael Mendel                       | US-amerikanischer Fernsehproduzent                                                                  | 54    |       |
| 21. September | Eckhard Petri                           | deutscher Gynäkologe und Geburtshelfer                                                              | 70    |       |
| 21. September | Jarred Rome                             | US-amerikanischer Leichtathlet                                                                      | 42    |       |
| 21. September | Christopher Rouse                       | US-amerikanischer Komponist                                                                         | 70    |       |
| 21. September | Carl Ruiz                               | kubanisch-US-amerikanischer Koch                                                                    | 44    |       |
| 21. September | Shuping Wang                            | chinesische Ärztin                                                                                  | 59    |       |
| 21. September | Joachim Zehner                          | deutscher Theologe                                                                                  | 62    |       |
| 20. September | Su Beng                                 | taiwanischer Unabhängigkeitskämpfer                                                                 | 100   |       |
| 20. September | Rick Bognar                             | kanadischer Wrestler                                                                                | 49    |       |
| 20. September | Peter von Brentano                      | deutscher Physiker                                                                                  | 84    |       |
| 20. September | Myles Frederic Burnyeat                 | britischer Philosoph und Philosophiehistoriker                                                      | 80    |       |
| 20. September | Howard Cassady                          | US-amerikanischer American-Football-Spieler                                                         | 85    |       |
| 20. September | Marçal Cervera                          | spanischer Cellist                                                                                  | 91    |       |
| 20. September | Séamus Hegarty                          | irischer Bischof                                                                                    | 79    |       |
| 20. September | Hanifa Kapidžić-Osmanagić               | jugoslawische bzw. bosnische Literaturwissenschaftlerin                                             | 83    |       |
| 20. September | Jan Merlin                              | US-amerikanischer Schauspieler und Drehbuchautor                                                    | 94    |       |
| 20. September | Gregorio Martínez Sacristán             | spanischer Bischof                                                                                  | 72    |       |
| 20. September | Frans Van Looy                          | belgischer Straßenradsportler und Team-Manager                                                      | 69    |       |
| 20. September | Peter Weyrauch                          | deutscher Architekt                                                                                 | 96    |       |
| 19. September | Zine el-Abidine Ben Ali                 | tunesischer Politiker                                                                               | 83    |       |
| 19. September | Jean Artur Becker                       | deutscher Karnevalist                                                                               | 87    |       |
| 19. September | Irina Petrowna Bogatschowa              | sowjetische bzw. russische Opernsängerin                                                            | 80    |       |
| 19. September | Luigi Bommarito                         | italienischer Erzbischof                                                                            | 93    |       |
| 19. September | Willem Hendrik Crouwel                  | niederländischer Grafiker, Maler und Museumsdirektor                                                | 90    |       |
| 19. September | Helmut Engel                            | deutscher Kunsthistoriker und Landeskonservator                                                     | 84    |       |
| 19. September | Marko Feingold                          | österreichischer Holocaust-Überlebender                                                             | 106   |       |
| 19. September | Maurice Ferré                           | US-amerikanischer Politiker                                                                         | 84    |       |
| 19. September | Charles Gérard                          | französischer Schauspieler und Regisseur                                                            | 96    |       |
| 19. September | Gottfried Heinisch                      | österreichischer pharmazeutischer Chemiker                                                          | 80    |       |
| 19. September | Bert Hellinger                          | deutscher Psychoanalytiker und Familientherapeut                                                    | 93    |       |
| 19. September | Barron Hilton                           | US-amerikanischer Unternehmer und Philanthrop                                                       | 91    |       |
| 19. September | Sandie Jones                            | irische Sängerin                                                                                    | 68    |       |
| 19. September | Nikolaus Lobkowicz                      | tschechisch-deutscher Philosoph und Politologe                                                      | 88    |       |
| 19. September | Hildegard Muntwyler                     | Schweizer Circus-Gründerin                                                                          | 83    |       |
| 19. September | María Rivas                             | venezolanische Sängerin und Komponistin                                                             | 59    |       |
| 19. September | Jürgen Rochlitz                         | deutscher Politiker und Wissenschaftler                                                             | 82    |       |
| 19. September | Guido Schmezer                          | Schweizer Schriftsteller und Archivar                                                               | 94    |       |
| 19. September | Sol Stein                               | US-amerikanischer Schriftsteller, Publizist und Lektor                                              | 92    |       |
| 19. September | Richard Sutch                           | US-amerikanischer Wirtschaftshistoriker                                                             | 76    |       |
| 19. September | Larry Wallis                            | britischer Gitarrist, Songwriter und Musikproduzent                                                 | 70    |       |
| 19. September | John Winston                            | britischer Schauspieler                                                                             | 85    |       |
| 19. September | Leszek Żabiński                         | polnischer Wirtschaftswissenschaftler                                                               | 72    |       |
| 18. September | Lidija Walerianowna Aksjonowa           | sowjetische und moldawische Dirigentin, Pädagogin, Theoretikerin der Dirigierkunst und Musikautorin | 96    |       |
| 18. September | Mario Castillejos                       | mexikanischer Sportjournalist                                                                       | 60    |       |
| 18. September | Graeme Gibson                           | kanadischer Schriftsteller und Umweltschützer                                                       | 85    |       |
| 18. September | Ernst Heitsch                           | deutscher klassischer Philologe                                                                     | 91    |       |
| 18. September | Imata Kabua                             | marshallesischer Politiker                                                                          | 76    |       |
| 18. September | Kelvin Maynard                          | niederländischer Fußballspieler                                                                     | 32    |       |
| 18. September | Tony Mills                              | britischer Sänger                                                                                   | 57    |       |
| 18. September | Sylvestre Mudacumura                    | ruandischer Militär                                                                                 | ≈65   |       |
| 18. September | Fernando Ricksen                        | niederländischer Fußballspieler                                                                     | 43    |       |
| 18. September | Masako Seki                             | japanische Tischtennisspielerin                                                                     | ?     |       |
| 18. September | Werner Sindemann                        | deutscher Opernsänger                                                                               | 86    |       |
| 18. September | Kâmuran Şipal                           | türkischer Romanautor, Erzähler und Übersetzer                                                      | 92    |       |
| 18. September | Hans Thoenies                           | deutscher Theaterintendant                                                                          | 86    |       |
| 18. September | Alfonso Traina                          | italienischer Latinist                                                                              | 94    |       |
| 18. September | Heinz Werner                            | deutscher Maler, Grafiker und Porzellankünstler                                                     | 91    |       |
| 17. September | Ottmar Ballweg                          | deutscher Jurist und Philosoph                                                                      | 91    |       |
| 17. September | Fabio Buzzi                             | italienischer Motorbootkonstrukteur                                                                 | 76    |       |
| 17. September | Colette Castel                          | französische Schauspielerin                                                                         | 82    |       |
| 17. September | Martin Katahn                           | US-amerikanischer Psychologe und Sachbuchautor                                                      | 90    |       |
| 17. September | Siegfried Körber                        | deutscher Maler und Grafiker                                                                        | 82    |       |
| 17. September | Pierre Le-Tan                           | französischer Maler und Karikaturist                                                                | 69    |       |
| 17. September | Harold Mabern                           | US-amerikanischer Jazzpianist                                                                       | 83    |       |
| 17. September | Cokie Roberts                           | US-amerikanische Journalistin                                                                       | 75    |       |
| 17. September | Friedrich Wolfgang Porsche              | deutscher Agrarwissenschaftler                                                                      | 91    |       |
| 17. September | Hans Sattler                            | deutscher Funktionär                                                                                | 83    |       |
| 17. September | Martina Thom                            | deutsche Philosophin                                                                                | 84    |       |
| 17. September | Dina Ugorskaja                          | deutsche Pianistin                                                                                  | 46    |       |
| 17. September | Daniel Wayenberg                        | niederländischer Pianist und Komponist                                                              | 89    |       |
| 17. September | Suzanne Whang                           | US-amerikanische Moderatorin und Schauspielerin                                                     | 56    |       |
| 17. September | Roy Williamson                          | britischer Theologe                                                                                 | 86    |       |
| 17. September | Helmut Xander                           | deutscher Politiker (CDU)                                                                           | 81    |       |
| 16. September | Csilla Ababi                            | rumänische Schauspielerin                                                                           | 36    |       |
| 16. September | Norbert Baumert                         | deutscher Geistlicher und Theologe                                                                  | 87    |       |
| 16. September | Terry Black                             | ungarischer Moderator                                                                               | 71    |       |
| 16. September | John Cohen                              | US-amerikanischer Folk-Musiker, Filmemacher und Musikwissenschaftler                                | 87    |       |
| 16. September | Luigi Colani                            | deutscher Designer                                                                                  | 91    |       |
| 16. September | Roberto Dell′Acqua                      | italienischer Schauspieler, Stuntman und Akrobat                                                    | 73    |       |
| 16. September | Péter Gallai                            | ungarischer Musiker                                                                                 | 65    |       |
| 16. September | Maria Donatella Gentili                 | italienische Etruskologin                                                                           | ??    |       |
| 16. September | Rudolf Gurtner                          | österreichischer Politiker                                                                          | 92    |       |
| 16. September | Davo Karničar                           | slowenischer Bergsteiger, Extremskifahrer und Skilehrer                                             | 56    |       |
| 16. September | Maria Kecskesi                          | ungarisch-deutsche Ethnologin                                                                       | 84    |       |
| 16. September | Friedrich Kießling                      | deutscher Elektroingenieur                                                                          | 83    |       |
| 16. September | Konrad Schellbach                       | deutscher Politiker                                                                                 | 66    |       |
| 16. September | Friedrich Stricker                      | deutscher Heimatforscher                                                                            | 86    |       |
| 16. September | Vic Vogel                               | kanadischer Jazzmusiker, Arrangeur, Komponist und Bandleader                                        | 84    |       |
| 15. September | Heather Ashton                          | britische Psychopharmakologin                                                                       | 90    |       |
| 15. September | Lol Mohammed Chawa                      | tschadischer Politiker                                                                              | 80    |       |
| 15. September | Marion Dietrich                         | deutsche Kraftsportlerin                                                                            | 65    |       |
| 15. September | Michael Edwardes                        | britischer Manager                                                                                  | 88    |       |
| 15. September | Chadlia Caid Essebsi                    | tunesische Präsidentengattin                                                                        | 83    |       |
| 15. September | Heikki Häiväoja                         | finnischer Bildhauer und Medailleur                                                                 | 90    |       |
| 15. September | David Hurst                             | deutsch-US-amerikanischer Schauspieler                                                              | 93    |       |
| 15. September | Roberto Leal                            | portugiesischer Sänger, Komponist und Schauspieler                                                  | 67    |       |
| 15. September | Tonny Maringgi                          | indonesischer Tischtennisspieler und -trainer                                                       | 60    |       |
| 15. September | Phyllis Newman                          | US-amerikanische Schauspielerin                                                                     | 86    |       |
| 15. September | Ric Ocasek                              | US-amerikanischer Musiker                                                                           | 75    |       |
| 15. September | Claus Peter Ortlieb                     | deutscher Mathematiker und Autor                                                                    | 72    |       |
| 15. September | Karlheinz Pilcz                         | österreichischer Maler und Graphiker                                                                | 79    | [ 2 ] |
| 15. September | Johann Pollak                           | österreichischer Judoka                                                                             | 70    |       |
| 15. September | Josef Rupp                              | deutscher Radrennfahrer                                                                             | 88    |       |
| 15. September | Mike Stefanik                           | US-amerikanischer Automobilrennfahrer                                                               | 61    |       |
| 14. September | Else Ackermann                          | deutsche Politikerin                                                                                | 85    |       |
| 14. September | Michael Berg                            | deutscher Musikwissenschaftler                                                                      | ≈81   |       |
| 14. September | Gregor Bucher                           | Schweizer Geistlicher, Theologe und Logiker                                                         | 84    |       |
| 14. September | Jean Heywood                            | britische Schauspielerin                                                                            | 98    |       |
| 14. September | Erik Oña                                | argentinischer Komponist, Dirigent und Musikpädagoge                                                | 57    |       |
| 14. September | Marco Parodi                            | italienischer Theaterregisseur                                                                      | 76    |       |
| 14. September | Eckhardt Peschke                        | deutscher Fußballspieler                                                                            | 85    |       |
| 14. September | Sam Szafran                             | französischer Künstler                                                                              | 84    |       |
| 14. September | Jun-ichi Yoshida                        | japanischer Chemiker                                                                                | 64    |       |
| 13. September | James Bacque                            | kanadischer Publizist und Schriftsteller                                                            | 90    |       |
| 13. September | Magdalen Berns                          | britische YouTuberin und Aktivistin                                                                 | 36    |       |
| 13. September | Heinrich Dilly                          | deutscher Kunsthistoriker, Maler und Grafiker                                                       | 78    |       |
| 13. September | Fabio Giongo                            | italienischer Opernsänger                                                                           | 91    |       |
| 13. September | Bruno Grandi                            | italienischer Sportfunktionär                                                                       | 85    |       |
| 13. September | Rudi Gutendorf                          | deutscher Fußballspieler und -trainer                                                               | 93    |       |
| 13. September | Lutz Jani                               | deutscher Mediziner                                                                                 | 84    |       |
| 13. September | Wilhelm H. Kegel                        | deutscher Astrophysiker                                                                             | 82    |       |
| 13. September | Helmut Klöpsch                          | deutscher Biathlet                                                                                  | 79    |       |
| 13. September | György Konrád                           | ungarischer Schriftsteller                                                                          | 86    |       |
| 13. September | Friedhelm Lach                          | deutscher Künstler und Germanist                                                                    | 83    |       |
| 13. September | Joachim Messing                         | deutsch-US-amerikanischer Molekularbiologie und Biochemiker                                         | 73    |       |
| 13. September | Peter Meyer                             | deutscher Verleger                                                                                  | 68    |       |
| 13. September | Eddie Money                             | US-amerikanischer Rocksänger                                                                        | 70    |       |
| 13. September | Markus Rauh                             | Schweizer Manager                                                                                   | 79    |       |
| 13. September | Jürgen Riester                          | deutscher Ethnologe                                                                                 | ≈78   |       |
| 13. September | Ernesto Rodríguez III                   | argentinischer Journalist                                                                           | 42    |       |
| 13. September | Regina Szepansky                        | deutsche Verbandsfunktionärin                                                                       | 54    |       |
| 13. September | Brian Turk                              | US-amerikanischer Schauspieler                                                                      | 49    |       |
| 12. September | Juanita Abernathy                       | US-amerikanische Bürgerrechtlerin                                                                   | 87    |       |
| 12. September | Helmut Castritius                       | deutscher Althistoriker                                                                             | 78    |       |
| 12. September | Johann Cichy                            | deutscher Fußballspieler                                                                            | 87    |       |
| 12. September | László Marton                           | ungarischer Theaterintendant und -regisseur                                                         | 76    |       |
| 12. September | Catana Pérez de Cuello                  | dominikanische Pianistin und Musikwissenschaftlerin                                                 | 70    |       |
| 12. September | ʻAkilisi Pohiva                         | tongaischer Politiker                                                                               | 78    |       |
| 12. September | Juan Riephoff                           | uruguayischer Fußballspieler                                                                        | 97    |       |
| 12. September | Keith Robbins                           | britischer Historiker                                                                               | 79    |       |
| 12. September | Francis Xavier Roque                    | US-amerikanischer Bischof                                                                           | 90    |       |
| 12. September | Odacir Soares                           | brasilianischer Politiker, Anwalt und Journalist                                                    | 80    |       |
| 12. September | Uchida Masayasu                         | japanischer Maler                                                                                   | 97    |       |
| 12. September | Nanos Valaoritis                        | griechischer Schriftsteller und Literaturwissenschaftler                                            | 98    |       |
| 12. September | Jan Westra                              | niederländischer Politiker                                                                          | 76    |       |
| 12. September | Bruce Yaw                               | US-amerikanischer Bassist                                                                           | 73    |       |
| 11. September | Rada Biller                             | russisch-deutsche Schriftstellerin                                                                  | 88    |       |
| 11. September | Wilfried Fiedler                        | deutscher Albanologe und Balkanologe                                                                | 86    |       |
| 11. September | Gianfranco Gorgoni                      | italienischer Fotograf                                                                              | 77    |       |
| 11. September | Bacharuddin Jusuf Habibie               | indonesischer Politiker                                                                             | 83    |       |
| 11. September | Annette Kolodny                         | US-amerikanische Literaturkritikerin                                                                | 78    |       |
| 11. September | Uwe Lang                                | deutscher Gynäkologe                                                                                | 62    |       |
| 11. September | Mardik Martin                           | US-amerikanischer Drehbuchautor                                                                     | 84    |       |
| 11. September | Thomas Ray Nicely                       | US-amerikanischer Mathematiker                                                                      | 76    |       |
| 11. September | T. Boone Pickens                        | US-amerikanischer Unternehmer, Investor und Philanthrop                                             | 91    |       |
| 11. September | László Rajk                             | ungarischer Architekt und Politiker                                                                 | 70    |       |
| 11. September | Hildegard Reitz                         | deutsche Kunsthistorikerin                                                                          | 89    |       |
| 11. September | Anne Rivers Siddons                     | US-amerikanische Schriftstellerin                                                                   | 83    |       |
| 11. September | Andreas Wimberger                       | österreichischer Schauspieler und Hörspielsprecher                                                  | 60    |       |
| 10. September | David McCurdy Baird                     | kanadischer Geologe und Museumsdirektor                                                             | 98    |       |
| 10. September | Hal Colebatch                           | australischer Autor                                                                                 | 73    |       |
| 10. September | Klaus-Jürgen Dankert                    | deutscher Sportfunktionär                                                                           | 79    |       |
| 10. September | Hansjörg Eiff                           | deutscher Diplomat                                                                                  | 86    |       |
| 10. September | William „Bill“ Evans                    | US-amerikanischer Jazzmusiker                                                                       | 83    |       |
| 10. September | Kurt Hofbauer                           | österreichischer Musikpädagoge                                                                      | 90    |       |
| 10. September | Ariel Hollinshead                       | US-amerikanische Krebsforscherin und Pharmakologin                                                  | 90    |       |
| 10. September | Daniel Johnston                         | US-amerikanischer Sänger, Musiker und Künstler                                                      | 58    |       |
| 10. September | Josef Koláček                           | tschechischer Theologe und Journalist                                                               | 90    |       |
| 10. September | Elisabeth Mnatsakanjan                  | russische Schriftstellerin und Slawistin                                                            | 97    |       |
| 10. September | Lydia Pfann                             | deutsche Turnerin                                                                                   | 88    |       |
| 10. September | Hossam Ramzy                            | ägyptischer Perkussionist und Musikproduzent                                                        | 65    |       |
| 10. September | Dieter Schindler                        | deutscher Tischtennisspieler                                                                        | 78    |       |
| 10. September | Torsten Schmidt                         | deutscher Rocksänger                                                                                | 72    |       |
| 9. September  | Brian Barnes                            | englischer Golfer                                                                                   | 74    |       |
| 9. September  | Holger Börnsen                          | deutscher Grafiker, Zeichner, Maler und Illustrator                                                 | 88    |       |
| 9. September  | Stefano Delle Chiaie                    | italienischer Neofaschist und Terrorist                                                             | 82    |       |
| 9. September  | Sahar Chodayari                         | iranische Aktivistin                                                                                | ≈29   |       |
| 9. September  | Robert Frank                            | schweizerisch-US-amerikanischer Fotograf                                                            | 94    |       |
| 9. September  | Dulce García                            | kubanische Leichtathletin                                                                           | 54    |       |
| 9. September  | Lissy Gröner                            | deutsche Politikerin                                                                                | 65    |       |
| 9. September  | Fred Herzog                             | kanadischer Fotograf                                                                                | 88    |       |
| 9. September  | Ulf Huppert                             | deutscher Politiker                                                                                 | 76    |       |
| 9. September  | Rocque Lobo                             | indischer Sozialpädagoge                                                                            | 78    |       |
| 9. September  | Lavrentis Machairitsas                  | griechischer Sänger und Komponist                                                                   | 62    |       |
| 9. September  | Jarzinho Pieter                         | Fußballspieler aus Curaçao                                                                          | 31    |       |
| 9. September  | Klaus Vrieslander                       | deutscher Bildhauer, Porträtist, Zeichner und Künstler                                              | 79    |       |
| 9. September  | Peter Weber-Schäfer                     | deutscher Politikwissenschaftler und Übersetzer                                                     | 84    |       |
| 8. September  | Guntram Beckel                          | deutscher Archäologe                                                                                | ≈90   |       |
| 8. September  | Werner Benz                             | deutscher Kirchenmusikdirektor und Landesposaunenwart                                               | 84    |       |
| 8. September  | Christopher M. Dobson                   | britischer Chemiker und Biologe                                                                     | 69    |       |
| 8. September  | Timur Enejew                            | sowjetischer bzw. russischer Physiker und Mathematiker                                              | 94    |       |
| 8. September  | Rainer W. Ernst                         | deutscher Architekt und Hochschulleiter                                                             | 76    |       |
| 8. September  | Herbert Graf                            | deutscher Staatswissenschaftler und Autor                                                           | 89    |       |
| 8. September  | Christopher James, 5. Baron Northbourne | britischer Adliger und Politiker                                                                    | 93    |       |
| 8. September  | Ram Jethmalani                          | indischer Jurist und Politiker                                                                      | 95    |       |
| 8. September  | Jisra’el Kesar                          | israelischer Politiker                                                                              | 88    |       |
| 8. September  | Joseph P. Kolter                        | US-amerikanischer Politiker                                                                         | 93    |       |
| 8. September  | Kurt Landsmann                          | österreichischer Politiker                                                                          | 88    |       |
| 8. September  | Paul Lyons                              | australischer Taekwondoin                                                                           | 50    |       |
| 8. September  | Bodo Richter                            | deutscher Jurist und Politiker                                                                      | 77    |       |
| 8. September  | Dieter Schmidt                          | deutscher Neurologe und Epileptologe                                                                | 72    |       |
| 8. September  | Michael Schreiner                       | deutscher Schauspieler                                                                              | 69    |       |
| 8. September  | Bernd Schwering                         | deutscher Maler und Grafiker                                                                        | 74    |       |
| 8. September  | Epiphan Patrick Komla Seddoh            | ghanaischer Diplomat                                                                                | 94    |       |
| 8. September  | Camilo Sesto                            | spanischer Sänger, Schauspieler, Musikproduzent und Komponist                                       | 72    |       |
| 8. September  | Olav Skjevesland                        | norwegischer evangelisch-lutherischer Bischof                                                       | 77    |       |
| 8. September  | Carlos Squeo                            | argentinischer Fußballspieler                                                                       | 71    |       |
| 8. September  | Viktor Staudt                           | niederländischer Jurist und Schriftsteller                                                          | 50    |       |
| 7. September  | Robert Axelrod                          | US-amerikanischer Schauspieler und Synchronsprecher                                                 | 70    |       |
| 7. September  | Peter Baumberger                        | Schweizer Politiker                                                                                 | 77    |       |
| 7. September  | Roger Boutry                            | französischer Komponist, Dirigent und Pianist                                                       | 87    |       |
| 7. September  | C. Loring Brace                         | US-amerikanischer Anthropologe                                                                      | 89    |       |
| 7. September  | Wolfgang Brekle                         | deutscher Germanist                                                                                 | 89    |       |
| 7. September  | Donato Antonio Donofrio                 | italienischer Geologe                                                                               | 89    |       |
| 7. September  | Wolf-Dietrich Greinert                  | deutscher Pädagoge                                                                                  | 81    |       |
| 7. September  | Diana Isabel Hernández                  | guatemaltekische Umweltaktivistin                                                                   | 35    |       |
| 7. September  | Ilo Krugli                              | argentinisch-brasilianischer Kindertheatermacher, bildender Künstler und Autor                      | 88    |       |
| 7. September  | Anna Myszyńska                          | schlesische Schriftstellerin, Übersetzerin und Fotografin                                           | 88    |       |
| 7. September  | Peter Nichols                           | britischer Dramatiker und Drehbuchautor                                                             | 92    |       |
| 7. September  | Harilla Papajorgji                      | albanischer Politiker                                                                               | 85    |       |
| 7. September  | Edrissa Samba Lamtoro Sallah            | gambischer Politiker                                                                                | ?     |       |
| 7. September  | John Wesley                             | US-amerikanischer Schauspieler                                                                      | 72    |       |
| 6. September  | Hartmut Bonk                            | deutscher Bildhauer und Maler                                                                       | 79    |       |
| 6. September  | Chris Duncan                            | US-amerikanischer Baseballspieler                                                                   | 38    |       |
| 6. September  | Fridolin Frenzel                        | deutscher Maler, Grafiker, Zeichner und Textilkünstler                                              | 88    |       |
| 6. September  | Alexander Höller                        | österreichischer Schauspieler                                                                       | 89    |       |
| 6. September  | Greg Kogan                              | US-amerikanischer Jazzmusiker                                                                       | 72    |       |
| 6. September  | Erich Körber                            | deutscher Zahnmediziner                                                                             | 94    |       |
| 6. September  | Claus-Dieter Krohn                      | deutscher Historiker                                                                                | 78    |       |
| 6. September  | Rudolf zur Lippe                        | deutscher Philosoph und Künstler                                                                    | 82    |       |
| 6. September  | José Moreno                             | dominikanischer Baseballspieler                                                                     | 61    |       |
| 6. September  | Robert Mugabe                           | simbabwischer Politiker                                                                             | 95    |       |
| 6. September  | Heriberto Sanabria Astudillo            | kolumbianischer Politiker und Anwalt                                                                | 49    |       |
| 6. September  | Rainer Schedlinski                      | deutscher Lyriker und Essayist                                                                      | 62    |       |
| 6. September  | Manfred Scheffner                       | deutscher Diskograf und Musikproduzent                                                              | 79    |       |
| 6. September  | Roger R. Stough                         | US-amerikanischer Wirtschaftsgeograph                                                               | 79    |       |
| 6. September  | Torkan                                  | deutsch-iranische Schriftstellerin                                                                  | 88    |       |
| 6. September  | Chester Williams                        | südafrikanischer Rugbyspieler und -trainer                                                          | 49    |       |
| 5. September  | Lucas da Costa                          | osttimoresischer Politiker, Unabhängigkeitsaktivist und Universitätsdirektor                        | 67    |       |
| 5. September  | Charlie Cole                            | US-amerikanischer Fotograf                                                                          | 64    |       |
| 5. September  | Alberto Jara Franzoy                    | chilenischer Bischof                                                                                | 90    |       |
| 5. September  | Werner Hubrich                          | deutscher Politiker                                                                                 | 84    |       |
| 5. September  | Jimmy Johnson                           | US-amerikanischer Gitarrist                                                                         | 76    |       |
| 5. September  | Karl Kollmann                           | österreichischer Soziologe und Wirtschaftswissenschaftler                                           | 67    |       |
| 5. September  | Akitsugu Konno                          | japanischer Skispringer                                                                             | 75    |       |
| 5. September  | Iñigo Muguruza                          | spanischer Rockmusiker und -produzent                                                               | 54    |       |
| 5. September  | Kiran Nagarkar                          | indischer Schriftsteller                                                                            | 77    |       |
| 5. September  | Bob Rule                                | US-amerikanischer Basketballspieler                                                                 | 75    |       |
| 5. September  | Reinhard Scheelje                       | deutscher Politiker und Heimatforscher                                                              | 93    |       |
| 5. September  | Walter Schmidt                          | deutscher Mediziner                                                                                 | 94    |       |
| 5. September  | Romy Schurhammer                        | deutsche Journalistin und Autorin                                                                   | 83    |       |
| 5. September  | Anthony F. Starace                      | US-amerikanischer Physiker                                                                          | 74    |       |
| 5. September  | Evelio Taillacq                         | kubanischer Schauspieler                                                                            | 67    |       |
| 5. September  | Francisco Toledo                        | mexikanischer Künstler                                                                              | 79    |       |
| 5. September  | Jaroslav Weigel                         | tschechischer Maler und Schauspieler                                                                | 88    |       |
| 4. September  | Pál Berendi                             | ungarischer Fußballspieler                                                                          | 86    |       |
| 4. September  | Ed Bonja                                | US-amerikanischer Fotograf                                                                          | 74    |       |
| 4. September  | Patrick Dehornoy                        | französischer Mathematiker                                                                          | 66    |       |
| 4. September  | Peter Hugh McGregor Ellis               | neuseeländischer Kinderpfleger                                                                      | 61    |       |
| 4. September  | Roger Etchegaray                        | französischer Kardinal                                                                              | 96    |       |
| 4. September  | Kylie Rae Harris                        | US-amerikanische Countrysängerin                                                                    | 30    |       |
| 4. September  | Mani Hildebrand                         | Schweizer Fernsehmoderator                                                                          | 74    |       |
| 4. September  | Tevfik Kış                              | türkischer Ringer                                                                                   | 85    |       |
| 4. September  | Stuart B. Levy                          | US-amerikanischer Mikrobiologe und Mediziner                                                        | 80    |       |
| 4. September  | Karoline Müller                         | deutsche Galeristin                                                                                 | 83    |       |
| 4. September  | Felipe Ruvalcaba                        | mexikanischer Fußballspieler                                                                        | 78    |       |
| 4. September  | Nenad Šulava                            | kroatischer Schachspieler                                                                           | 56    |       |
| 4. September  | Tsem Tulku                              | tibetischer Mönch                                                                                   | 53    |       |
| 4. September  | Manfred Voigts                          | deutscher Germanist und Judaist                                                                     | 73    |       |
| 4. September  | Karl-Heinz Zimmer                       | deutscher Politiker, Oberbürgermeister von Kiel                                                     | 82    |       |
| 3. September  | Athanase Bala                           | kamerunischer Bischof                                                                               | 92    |       |
| 3. September  | Sven Boltenstern                        | österreichischer Goldschmied und Bildhauer                                                          | 87    |       |
| 3. September  | Fausto Caner                            | argentinischer Maler und Bildhauer                                                                  | 72    |       |
| 3. September  | LaShawn Daniels                         | US-amerikanischer Songwriter und Musikproduzent                                                     | 41    |       |
| 3. September  | Ellen Eliel-Wallach                     | deutsche Holocaustüberlebende und Zeitzeugin                                                        | 91    |       |
| 3. September  | Halvard Hanevold                        | norwegischer Biathlet                                                                               | 49    |       |
| 3. September  | Peter Lindbergh                         | deutscher Fotograf und Filmemacher                                                                  | 74    |       |
| 3. September  | Carol Lynley                            | US-amerikanische Schauspielerin                                                                     | 77    |       |
| 3. September  | Elton Medeiros                          | brasilianischer Samba-Sänger, -Komponist und Radiomoderator                                         | 89    |       |
| 3. September  | Desmond Morton                          | kanadischer Historiker                                                                              | 81    |       |
| 3. September  | Dieter Perlwitz                         | deutscher Schauspieler und Regisseur                                                                | 88    |       |
| 3. September  | José de Jesús Pimiento Rodriguez        | kolumbianischer Kardinal                                                                            | 100   |       |
| 3. September  | Bernhard Raschauer                      | österreichischer Rechtswissenschaftler                                                              | 71    |       |
| 3. September  | Eivin Sannes                            | norwegischer Jazz-Pianist und Organist                                                              | 81    |       |
| 3. September  | Ursula Scheu                            | deutsche Psychologin und Autorin                                                                    | 76    |       |
| 3. September  | Rita Steblin                            | kanadische Musikwissenschaftlerin                                                                   | 68    |       |
| 3. September  | Donald T. Stuss                         | kanadischer Neuropsychologe                                                                         | 77    |       |
| 2. September  | Sybil Albers-Barrier                    | Schweizer Kunstsammlerin                                                                            | 84    |       |
| 2. September  | Rea Brändle                             | Schweizer Journalistin und Schriftstellerin                                                         | 66    |       |
| 2. September  | Juan Cuello                             | uruguayischer Ornithologe und Museologe                                                             | 82    |       |
| 2. September  | Atli Eðvaldsson                         | isländischer Fußballspieler                                                                         | 62    |       |
| 2. September  | Birte Englich                           | deutsche Sozialpsychologin                                                                          | 51    |       |
| 2. September  | Sára Gelecsényi                         | ungarische Schauspielerin                                                                           | 64    |       |
| 2. September  | Andrea Gemma                            | italienischer Bischof                                                                               | 88    |       |
| 2. September  | Rudi Grevsmühl                          | deutscher Karnevalist                                                                               | 89    |       |
| 2. September  | Jörg A. Henle                           | deutscher Manager und Kulturförderer                                                                | 85    |       |
| 2. September  | Piotr Kołodziejczyk                     | polnischer Vizeadmiral und Politiker                                                                | 80    |       |
| 2. September  | Gyōji Matsumoto                         | japanischer Fußballspieler und -trainer                                                             | 85    |       |
| 2. September  | August Nitschke                         | deutscher Historiker                                                                                | 92    |       |
| 2. September  | Rainer Pethran                          | deutscher Basketballspieler                                                                         | 68    |       |
| 2. September  | Walerija Porochowa                      | sowjetische bzw. russische Hochschullehrerin und Koran-Übersetzerin                                 | 79    |       |
| 2. September  | Frederic Pryor                          | US-amerikanischer Wirtschaftswissenschaftler                                                        | 86    |       |
| 2. September  | Brigitte Rabald                         | deutsche Schlagersängerin                                                                           | 85    |       |
| 2. September  | Helmut Rauch                            | österreichischer Kernphysiker                                                                       | 80    |       |
| 2. September  | Johannes Schöndorf                      | deutscher Mediziner                                                                                 | 84    |       |
| 2. September  | Tom Zickler                             | deutscher Filmproduzent                                                                             | 55    |       |
| 1. September  | Kenneth Baugh                           | jamaikanischer Politiker                                                                            | 78    |       |
| 1. September  | Alison Cheek                            | australisch-US-amerikanische Priesterin                                                             | 92    |       |
| 1. September  | Jacob Gelt Dekker                       | niederländischer Unternehmer                                                                        | 71    |       |
| 1. September  | Helmut Eggert                           | deutscher Bauingenieur                                                                              | 84    |       |
| 1. September  | Albert Fritz                            | deutscher Radsportler                                                                               | 72    |       |
| 1. September  | Adiss Harmandian                        | libanesisch-armenischer Popsänger, Songwriter und Komponist                                         | 74    |       |
| 1. September  | Adela Holzer                            | spanisch-US-amerikanische Kriminelle                                                                | ≈95   |       |
| 1. September  | Gagik Howunz                            | armenisch-sowjetischer Komponist und Pädagoge                                                       | 89    |       |
| 1. September  | Katherine MacLean                       | US-amerikanische Science-Fiction-Autorin                                                            | 94    |       |
| 1. September  | Ciaran McKeown                          | irischer Journalist                                                                                 | 76    |       |
| 1. September  | Karl-Hermann Meyer zum Büschenfelde     | deutscher Mediziner                                                                                 | 89    |       |
| 1. September  | Joana Sainz García                      | spanische Sängerin und Tänzerin                                                                     | 30    |       |
| 1. September  | Ilmar Jaks                              | estnischer Schriftsteller                                                                           | 96    |       |
| 1. September  | Helga Trösken                           | deutsche Theologin                                                                                  | 77    |       |
| 1. September  | Lew Williams                            | US-amerikanischer Rockabilly-Sänger                                                                 | 85    |       |
| 1. September  | Edo Zanki                               | deutscher Musiker und Musikproduzent                                                                | 66    |       |

### Datum unbekannt
| Tag                                  | Name                   | Beruf, bekannt als                         | Alter | Beleg |
| ------------------------------------ | ---------------------- | ------------------------------------------ | ----- | ----- |
| tot aufgefunden am 17. September     | Jessica Jaymes         | US-amerikanische Pornodarstellerin         | 43    |       |
| Tod bekannt gegeben am 16. September | Lutz Herbig            | deutscher Dirigent                         | 81    |       |
| 7. oder 8. September                 | José Anahory           | portugiesischer Jazz- und Pop-Schlagzeuger | 28    |       |
| tot aufgefunden am 4. September      | Blanca Fernández Ochoa | spanische Skirennfahrerin                  | 56    |       |
| Anfang September                     | Manfred Sträßer        | deutscher Geographiedidaktiker             | 85    |       |
| September                            | Leah Bracknell         | britische Schauspielerin                   | 55    |       |
| September                            | Ali Haydar Kaytan      | türkisch-kurdischer Führungskader der PKK  | ≈67   |       |
| September                            | Jerry Šenfluk          | tschechischer Jazzmusiker                  | 73    |       |